# تطور أسفار التوراة المسيحي
أسفار التوراة هي مجموع النصوص التي يعتبرها المسيحيون كتبت بإلهام إلهي والتي تشكل الكتاب المقدس المسيحي. بحلول القرن الخامس الميلادي، تم تحديد الكتب التي تشكل الكتاب المقدس المسيحي للكنيسة الغير المقسمة (آي المسيحية قبل الانشقاق بين الكنيستين الشرقية والغربية) للعهدين القديم والجديد على الرغم من بعض الخلافات بين الباحثين.
في أعقاب الإصلاح البروتستانتي، أعادت الكنيسة الكاثوليكية اثبات الأسفار التوراتية في مجمع ترينت (1546)، والذي قدم " أول تصريح معصوم ومبني على الحقائق لأسفار الكتاب المقدس للكنيسة الكاثوليكية". بينما تم تحديد أسفار الكنائس الإنجيلية والكنيسة المشيخية الإنجليزية بشكل قاطع بالمواد الثلاثين والثلاثين في عام 1563، ولكنيسة وستمنستر الإيمان في عام 1647. كما قام سينودس القدس (1672) بإضافة أسفار إضافية قبلت على نطاق واسع من جميع الكنائس الأرثوذكسية.
تم تطوير الإتفاق على أسفار العهدين القديم والجديد بشكل متوازي وبنوع من مترابط. ومعظم المصادر الأساسية للأسفار تحدد كلاً من أسفار العهد القديم والعهد الجديد.

## تطور أسفار العهد القديم

### كتب العهد القديم
| في أسفار موسى الخمسة أو التوراة، هي معترف بها في اليهودية والسامرية والمسيحية (باستثناء الأقلية من الطوائف البروتستانتية الذين يسمون بالعهد الجديد فقط الذين يرفضون "العهد القديم"). - سفر التكوين - سفر الخروج - سفر اللاويين - سفر العدد - سفر التثنية |
| الأسفار الممشتركة بين اليهودية والمسيحية ولكن مستبعدة من قبل السامريين - يشوع - القضاة - راعوث - سفر صموئيل الأول و2 - سفر الملوك الأول وسفر الملوك الثاني - أخبار الأيام الأول والثاني - عزرا - نحميا - استير - أيوب - المزامير - أمثال - نشيد الأنشاد - سليمان - أشعيا - إرميا - سفر مراثي إرميا - حزقيال - دانيال - أسفار الأنبياء الصغار - هوشع - يوئيل - عاموس - عوبديا - يونان - ميخا - ناحوم - حبقوق - صفنيا - حجي - زكريا - سفر ملاخي |
| أسفار يقبلها الكاثوليك والأرثوذكس، لكن يستبعدها اليهود والسامريين ومعظم البروتستانت: - سفر طوبيا - سفر يهوديت - سفر المكابيين الأول - سفر المكابيين الثاني - سفر الحكمة - سفر يشوع بن سيراخ - سفر باروخ ويشمل سفر إرميا - تتمة سفر دانيال - سفر أستير |
| أسفار يقبلها الأرثوذكس (سينودس القدس): - عزرا - سفر المكابيين الثالث - سفر المكابيين الرابع - صلاة منسي - مزمور 151 |
| أسفاريقبلها الأرثوذكسية الروسية والإثيوبية: {{{2}}} |
| أسفار يقبلها الأرثوذكسية الإثيوبية: - كتاب اليوبيلات - سفر أخنوخ - المكابيين الأثيوبي 1-3 |
| أسفار تقبلها السريانية البشيطية في الكتاب المقدس: - المزامير 152–155 - باروش الثاني |

## تطوير أسفار العهد الجديد
كان تطوير كتاب العهد الجديد، مثله مثل العهد القديم، عملية تدريجية.
إقتبس ايرينيوس (توفي 202) واستشهد بـ21 كتاب والذين أصبحوا جزء من العهد الجديد، لكنه لم يدرج أسفار فليمون، العبرانيين، جيمس، 2 بطرس، 3 جون وجودي. في أوائل القرن الثالث، استخدم أوريجينوس الإسكندروني نفس الكتب السبعة والعشرين الموجودة في العهد الجديد الحديث، على الرغم من أنه لا تزال هناك خلافات حول استعمال أسفار العبرانيين، وجيمس، و 2 بطرس، و 2 و 3 يوحنا، والرؤيا  (انظر أيضا انتلغومينا). وبالمثل في حوالي عام 200 ظهر في «جزء الموراتوريون» أن هناك مجموعة من الكتابات المسيحية تشبه إلى حد ما ما هو الآن في العهد الجديد، والتي تضمنت أربعة أناجيل وجادل ضد الاعتراضات عليها. وهكذا، في حين كان هناك الكثير من النقاش في الكنيسة الأولى على أسفار العهد الجديد، فإن الكتابات «الأساسية» كانت مقبولة من قبل جميع السلطات المسيحية تقريباً بحلول منتصف القرن الثاني.
وخلال السنتين المئتين التالية، استمرت نقاشات مماثلة في جميع أنحاء الكنيسة التي ادت إلى التحسينات المقبولة. لم تكن هذه العملية قد اكتملت حين انعقاد المجلس الأول في نيقيا عام 325 ، على الرغم من التقدم الكبير الذي تم إحرازه في ذلك الوقت. على الرغم من أن وضع قائمة بالأسفار كان ضروريا لتنفيذ المهمة التي وضعها قسطنطين أمام المجمع في عام 331 لإنتاج 50 نسخة نهائية من الكتاب المقدس لوضعها في كنيسة القسطنطينية، لا يوجد دليل ملموس يشير إلى أنها كانت بمثابة الأسفار الرسمية. في غياب قائمة أسفار كنسيّة معتمدة، كان تحل الأسئلة من خلال الكنيسة في القسطنطينية، بالتشاور مع المطران أوسابيوس من قيصرية (الذي ترأس اللجنة)، وربما امع ساقفة آخرين محليين..
في خطاب عيد الفصح لعام 367، قدم أسقف الإسكندرية أثناسيوس قائمة من نفس الكتب التي من شأنها أن تصبح رسميا أسفار العهد الجديد الكنسي،  واستخدم كلمة «أسفار» (kanonizomena\) فيما يتعلق بها. أول مجلس وافق على الأسفار الكاثوليكية الحالية (سمي قانون ترنت) كان مجلس روما الذي عقده البابا داماسوس الأول عام 382. وتم التأكيد على القائمة التي آدرجت في المجمع السابق في عقد مجلس ثان في مجمع هيبو عام 393. وقد قرأ موجز للقائمة في مجمعي قرطاج لعام 397 وقرطاج لعام 419. وقامت هذه المجالس بسلطة القديس أوغسطينوس الذي اعتبر أن قائمة الأسفار مسألة منتهية. كما تم الموافقة على قائمة مماثلة خلال مجمع روما الذي أقامه البابا داماسوس في عام 382، وإذا كان الإشهار الكنسي (Decretum Gelasianum) صحيحا، فيكون قد أصدر قائمة اسفارا توراتية متطابقة مع المذكور أعلاه،  أوإذا لم تكن صحيحة، تكون القائمة عبارة عن تجميع حدث في القرن السادس على الأقل  بادعاء انها تصاريح تعود للقرن الرابع. وبالمثل، فإن تكليف داماسوس بطبعة النسخ اللاتينية للكتاب المقدس حوالي 383م، كان له دور أساسي في تثبيت قائمة الأسفار في الغرب. في عام 405م، أرسل البابا إنوسنت الأول قائمة الكتب المقدسة إلى أسقف الغالي (فونسا القديمة)، إكزوبيريوس التولوزي. لكن عندما ناقش الأساقفة والمجالس هذه المسألة، لم يكونوا يتناولون موضوعا جديدًا عليهم، بل «كانوا يصادقون على ما أصبح بالفعل أساسيا للكنيسة». وهكذا، بدء من القرن الخامس، اتفقت الكنيسة الغربية بالإجماع فيما يتعلق بأسفار العهد الجديد.
كان آخر سفر يتم قبوله عالمياً هو كتاب الرؤيا، ومع مرور الزمن، حتى الكنائيس الشرقية اتفقت عليه. وهكذا، بحلول القرن الخامس، اتفق كلا من الكنيستين الغربية والشرقية على مسألة أسفار العهد الجديد. وقام مجمع ترينت المنعقد في عام 1546 تم تثبيت الأسفار للكنيسة الكاثوليكية في أعقاب نشؤ الإصلاح البروتستانتي. في عام 1563، وضعت المقالات التسعة والثلاثون الموافقة على الأسفار من قبل كنيسة إنجلترا. وفعلت كنيسة ووستمنستر ذلك في عام 1647 للكنيسة الإنجليزية. لم يُدخل سينودس القدس للكنيسة الأورثوذكسية المنعقد عام 1672 أي تغيير على أسفار العهد الجديد لكنه تناول بعض الأسئلة حول بعض اسفار العهد القديم الصغيرة للأرثوذكس اليونانيين ومعظم الأوساط الأرثوذكسية الأخرى (الذين اختاروا قبولها).
| - إنجيل متى - إنجيل مرقص - إنجيل لوقا - إنجيل يوحنا - أعمال الرسل - رسالة إلى الرومان - الرسالة الأولى إلى أهل كورنثوس - الرسالة الثانية إلى أهل كورنثوس - الرسالة إلى أهل غلاطية - الرسالة إلى أهل أفسس - الرسالة إلى أهل فيلبي - الرسالة إلى أهل كولوسي - الرسالة الأولى إلى أهل تسالونيكي - الرسالة الثانية إلى أهل تسالونيكي - الرسالة الأولى إلى تيموثاوس - الرسالة الثانية إلى تيموثاوس - الرسالة إلى تيطس - الرسالة إلى فليمون - الرسالة إلى العبرانيين - رسالة يعقوب - رسالة بطرس الأولى - رسالة بطرس الثانية - رسالة يوحنا الأولى - رسالة يوحنا الثانية - رسالة يوحنا الثالثة - رسالة يهوذا - رؤيا يوحنا |

## روابط خارجية
- فيلس سؤال وجواب موضوعي : أسفار - 66 كتابًا في الكتاب المقدس ، بواسطة سينودس الإنجيلية اللوثرية (المنظور الطائفي اللوثري)